# Rumpler C.I
Il Rumpler C.I, designazione aziendale 5A 2, fu un ricognitore biposto biplano sviluppato dall'azienda aeronautica tedesco imperiale Rumpler Flugzeugwerke GmbH negli anni dieci del XX secolo e prodotto, oltre che dalla stessa, su licenza da alcune aziende nazionali durante la prima guerra mondiale.
Fu uno dei primi C-Typ, così com'erano indicati i ricognitori biposto armati dalle convenzioni Idflieg, ad entrare in servizio nella Luftstreitkräfte, la componente aerea del Deutsches Heer (l'esercito imperiale tedesco), ed uno dei modelli più longevi della sua classe a rimanere operativi durante il conflitto venendo ritirati dalla prima linea solamente all'inizio del 1918.

## Storia del progetto
Il successo ottenuto dalla Rumpler nello sviluppo dei modelli B-Typ, i ricognitori biposto disarmati secondo l'Idflieg, e dei loro idrovolanti derivati richiesti dalla Kaiserliche Marine, la marina militare tedesco imperiale, come il Rumpler 6B, indussero la stessa a promuovere un programma di sviluppo per ottenere una nuova serie di modelli in grado di ricoprire una più vasta tipologia di ruoli.
L'impostazione generale era quella richiesta per i C-Typ, ovvero velivoli biplani biposto destinati alla ricognizione aerea e dotati di armamento difensivo, riproponendo il precedente Rumpler B.I con qualche modifica al progetto originale, mantenendo il caratteristico impennaggio già adottato dal Rumpler Taube ed intervenendo sulle ali, che presentavano una più ampia rastrematura centrale atta a migliorare il campo visivo del pilota, e nell'abitacolo posteriore che adottò una mitragliatrice difensiva brandeggiabile montata su supporto ad anello Schneider.
Il prototipo risultò dotato di ottime caratteristiche di volo che, dopo la positiva valutazione della commissione esaminatrice Idflieg, esortarono l'avvio alla produzione in serie nel più breve tempo possibile e che ebbe avvio nel 1915. Oltre alla Rumpler, una volta ottenuta una licenza di produzione, vennero coinvolte nella sua costruzione anche la Germania Flugzeugwerken, la Märkischen Flugzeug-Werken (M.F.W.), la Hannoversche Waggonfabrik (Hawa) e la Albert Rinne Flugzeug-Werken.
Nel 1916, con la disponibilità di unità motrici più potenti, venne avviata alla produzione una versione equipaggiata con un motore Opel-Argus As.III da 180 PS (132 kW) in luogo del Mercedes D.III da 160 PS (118 kW) montato su primi modelli. In seguito ricevette un aggiornamento anche nell'armamento, aggiungendo alla Parabellum MG 14 calibro 7,92 mm a disposizione dell'osservatore-mitragliere una LMG 08/15, sempre calibro 7,92 mm, posizionata in caccia sul lato sinistro della fusoliera, dotata di dispositivo di sincronizzazione che consentiva al pilota di sparare senza conseguenze attraverso il disco dell'elica.
Oltre che nel ruolo di aereo da ricognizione il C.I venne utilizzato anche come bombardiere leggero, in questo caso dotato di un carico bellico in bombe da caduta fino a 100 kg, e grazie alla sua facilità di pilotaggio, come aereo da addestramento per la formazione dei nuovi piloti in una versione costruita dalla Rumpler in cui era stato privato del supporto ad anello e dell'armamento ed equipaggiato con un motore Benz Bz.III da 150 PS (110 kW).

## Impiego operativo
Il C.I venne assegnato ai reparti di ricognizione aerea e di bombardamento della Luftstreitkräfte che operavano sia sul fronte occidentale che su quello orientale durante la maggior parte della Prima guerra mondiale, relegato a ruoli di seconda linea solo nel corso del 1918, dopo che furono introdotti modelli dalle prestazioni più elevate. Nel 1917 venne utilizzato nel teatro balcanico e sulla Palestina.
Al termine del conflitto, in ottemperanza a quanto imposto dal Trattato di Versailles del 1919, la quasi totalità dei velivoli in dotazione all'aviazione militare tedesca venne distrutta o ceduta come risarcimento alle nazioni vincitrici. I Rumpler C.I furono tra i modelli ceduti a Regno dei Serbi, Croati e Sloveni, Lettonia e Polonia.

## Versioni
C.I
versione equipaggiata con un motore Mercedes D.III da 160 PS (118 kW)
C.Ia
versione equipaggiata con un motore Opel-Argus As.III da 180 PS (132 kW)

## Utilizzatori
Germania
- Luftstreitkräfte

 Impero ottomano
- Umur-u Havaiye Müfettişliği

 Regno dei Serbi, Croati e Sloveni
- Aviacijsko Odeljenje Jugoslovenske Kraljevske Armije

 Lettonia
- Latvijas Gaisa spēki

 Polonia
- Siły Powietrzne